# Akira Narahashi
Akira Narahashi (født 26. november 1971) er en japansk fodboldspiller.

## Japans fodboldlandshold
| Japans landshold | Japans landshold | Japans landshold |
| År               | Kmp              | Mål              |
| ---------------- | ---------------- | ---------------- |
| 1994             | 1                | 0                |
| 1995             | 9                | 0                |
| 1996             | 0                | 0                |
| 1997             | 13               | 0                |
| 1998             | 9                | 0                |
| 1999             | 0                | 0                |
| 2000             | 0                | 0                |
| 2001             | 0                | 0                |
| 2002             | 2                | 0                |
| 2003             | 4                | 0                |
| Total            | 38               | 0                |